# Akáclevél-hólyagosmoly
Az akáclevél-hólyagosmoly (Parectopa robiniella) a valódi lepkék (Glossata) közé sorolt keskenyszárnyú molylepkefélék (Gracillariidae) családjának egyik, Magyarországon is élő faja.

## Elterjedése, élőhelye
Észak-amerikai faj, amit az 1970-es évek végén hurcoltak be Európába. Észak-Olaszországból terjedt észak és kelet felé. Hazánkban 1983-ban észlelték először, és mára az egész országban elterjedt. Eljutott Ausztriába és Romániába is. Egyes országrészeinkben a melegebb években valamennyi akácfán megjelenik.

## Megjelenése
A lepke fekete szárnyát fehér ékfoltok díszítik. A szárny fesztávolsága 6–8 mm.

## Életmódja
Évente két-három nemzedéke kel ki. Az őszi hernyó a földre hullott levél szélén fehér gubót sző, és ebben telel át, majd tavasszal alakul bábbá.
Egyetlen tápnövénye az akác, melynek leveleiben készítik a hernyók jellegzetes ujjas aknáikat –
mindig a levél felszínén, a főéren. Ezeket aknákat könnyű megkülönböztetni a másik, ugyancsak behurcolt és ugyancsak az akácon élő aknázómoly, az akáclevél-sátorosmoly (Phyllonoricter robiniella) aknáitól. Az akáclevél-sátorosmoly mintegy tíz évvel az akáclevél-hólyagosmoly előtt érte el hazánkat, és jelenleg mindkét faj veszélyesnek látszik.